# Gradbena fakulteta v Subotici
Gradbena fakulteta (izvirno srbsko Građevinski fakultet u Subotici), s sedežem v Subotici, je fakulteta, ki je članica Univerze v Novem Sadu.
Trenutni dekan je prof. dr. Aleksandar Prokić. 